# 锈粗饰蚶
，是魁蛤目魁蛤科Diluvarca属的一种。主要分布于越南、中国大陆、台湾，常栖息在潮下带10－118米。